# Menjamel de Mayr
El menjamel de Mayr (Ptiloprora mayri) és un ocell de la família dels melifàgids (Meliphagidae).

## Hàbitat i distribució
Habita els boscos de les muntanyes del nord de Nova Guinea.